# Skålby
Skålby (tysk: Schaalby) er en landsby og kommune beliggende i det sydvestlige Angel på Sliens nordlige bred. I vest grænser Skålby op til Slesvig by. Administrativt hører kommunen under i Slesvig-Flensborg kreds i den nordtyske delstat Slesvig-Holsten. Kommunen samarbejder på administrativt plan med andre kommuner i omegnen i Sydangel kommunefællesskab (Amt Südangeln).
Skålby kommune omfatter ved siden af Skålby landsbyerne Fysing (Füsing), Klensby og Moldened (Moldenit) samt bebyggelserne Kalleby (Kahleby), Tolkvad (Tolkwade) og herregården Vinding (Winning). Til kommunen hører også den sydvestlige del af Broholm Skov (Braaholm Skov) og Sli-øen Hestholm, som siden 1976 udgør det ca. 120 ha store naturbeskyttelsesområde Restholm/Slien. I kirkelig henseende hører Skålby under Kalleby Sogn, Klensby, Moldened og Vinding dog under Moldened Sogn. De to sogne lå i Strukstrup Herred og delvis i Fysing Herred (Gottorp Amt), da området tilhørte Danmark.

## Historie
Skålby er første gang nævnt 1361. Stednavnet henføres til oldnordisk skāl for en skål eller til oldnordisk skāli, som betegnede hovedbygningen på en gård eller også et enestående hus på øde strækninger (sml. Skálavík på Færøerne).
Moldeneds romanske kirke stammer fra 1100-tallet og er viet til Jakob den Ældre. Kallebys landsbykirke er fra 1192. Den er viet Skt. Maria.
Arealet er præget af små skovpartier og lidt eng ved Fysing Å, ellers er området landbrugspræget. Over åen førte tidligere den såkaldte Trillingsfærge for fodgængere.

## Vinding gods
Vinding gods (på tysk: Gut Winning) blev oprettet i 1571. Hovedbygningen er fra 1671. Bygningen huser ferielejligheder og et auktionsbureau for heste.

## Billeder
- Skålby vandmølle
- Moldened Kirke